# 董雲標
董雲標（?—?），順天府寧河縣人，清朝政治人物、進士出身。
光緒三年（1877年），参加丁丑科殿試，登進士二甲第125名。同年五月，分部學習。